# Ken Kavanagh
Pour les articles homonymes, voir Kavanagh.
Thomas Kenrick Kavanagh, dit Ken Kavanagh, né le 12 décembre 1923 à Melbourne et mort le 26 novembre 2019 à Bergame, est un pilote motocycliste et automobile australien. 

## Biographie
Ken Kavanagh est le premier Australien à remporter un Grand Prix motocycliste avec sa victoire au Grand Prix moto d'Ulster 1952 en catégorie 350 cm3, sur Norton. Sa carrière en moto s'achève en 1960.
En 1958, il acquiert une Maserati de Formule 1 ; non-qualifié au Grand Prix de Monaco, il est admis au départ du Grand Prix de Belgique mais ne peut pas participer à la course à cause d'une casse moteur à la fin des essais.